# فريدريك إرفينغ
فريدريك إرفينغ (بالإنجليزية: Frederick Irving)‏ هو دبلوماسي واقتصادي أمريكي، ولد في 2 مايو 1921 في بروفيدنس في الولايات المتحدة، وتوفي في 13 نوفمبر 2016 في أميرست في الولايات المتحدة بسبب سرطان.